# 까페 스어 다
까페 스어 다(베트남어: cà phê sữa đá)는 가당연유를 넣은 베트남식 아이스 커피이다.

## 이름
베트남어 "까페 스어 다(cà phê sữa đá)"는 "아이스 밀크 커피"라는 뜻이다. "까페(cà phê)"는 "커피"를, "스어(sữa)"는 "우유" 등 "젖"을 뜻하는 말이며, "다(đá)"는 "차가운"이라는 뜻이다. 베트남에서는 "스어"가 "가당연유"를 뜻하는 경우가 많기 때문에 "까페 스어 다"가 가당연유를 넣은 아이스 커피를 가리킨다.

## 사진 갤러리

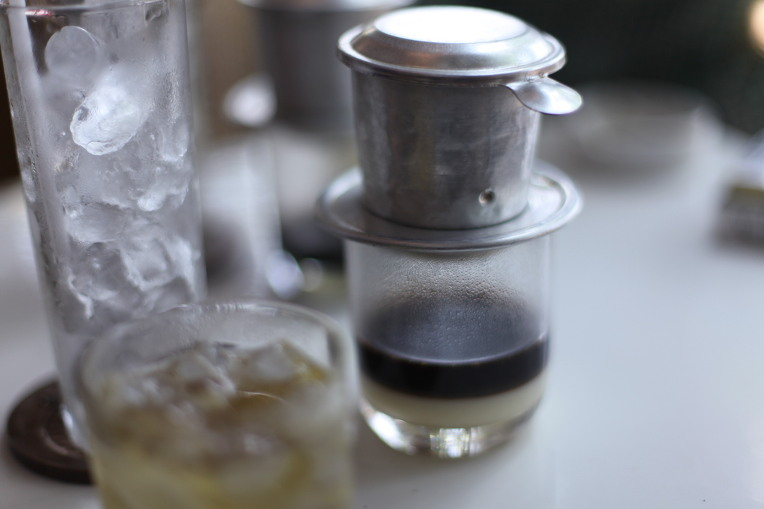
카페 스어 다 만들기

## 같이 보기
- 까페 쯩
- 밀크 커피
- 베트남 커피
- 아이스 커피